# Station Karanggandul
Karanggandul is een spoorwegstation in de Indonesische provincie Midden-Java.